# Aristolochia gaudichaudii
Aristolochia gaudichaudii är en piprankeväxtart som beskrevs av Pierre Étienne Simon Duchartre. Aristolochia gaudichaudii ingår i släktet piprankor, och familjen piprankeväxter. Inga underarter finns listade i Catalogue of Life.